# Lovćen
Lovćen is de naam van een berg en nationaal park in het zuidwesten van Montenegro. De berg strekt zich uit van de Adriatische Zee tot aan de Baai van Kotor. De berg heeft twee toppen: Štirovnik (1749 m) en Jezerski vrh (1657 m).
De berghellingen zijn rotsachtig met talrijke spleten, kuilen en diepe depressies waardoor het geheel een specifiek uitzicht heeft. Omdat Lovćen op de grens van de zee en het vasteland ligt wordt de berg door beide klimaten beïnvloed. Hierdoor is er een ander biologisch systeem ontwikkeld op de berg. Er zijn 1158 plantensoorten die voorkomen op de berg waarvan er vier endemisch zijn.

## Nationaal park
Het nationaal park omvat het centrale en hoogste gedeelte van de berg en is 62,20 km² groot. Het werd een nationaal park in 1952. Buiten de natuurlijke schoonheid van de berg werd het park geopend om het rijke historische, culturele en architecturale erfgoed van het gebied te beschermen.

## Mausoleumcontroverse

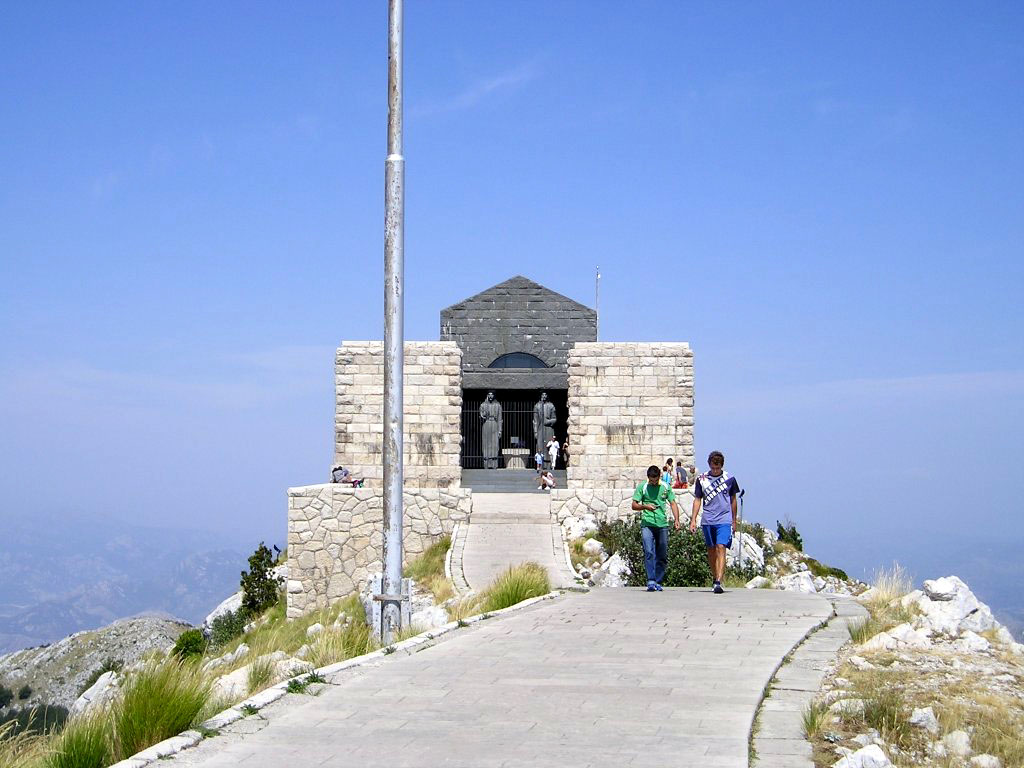
Njegoš Mausoleum

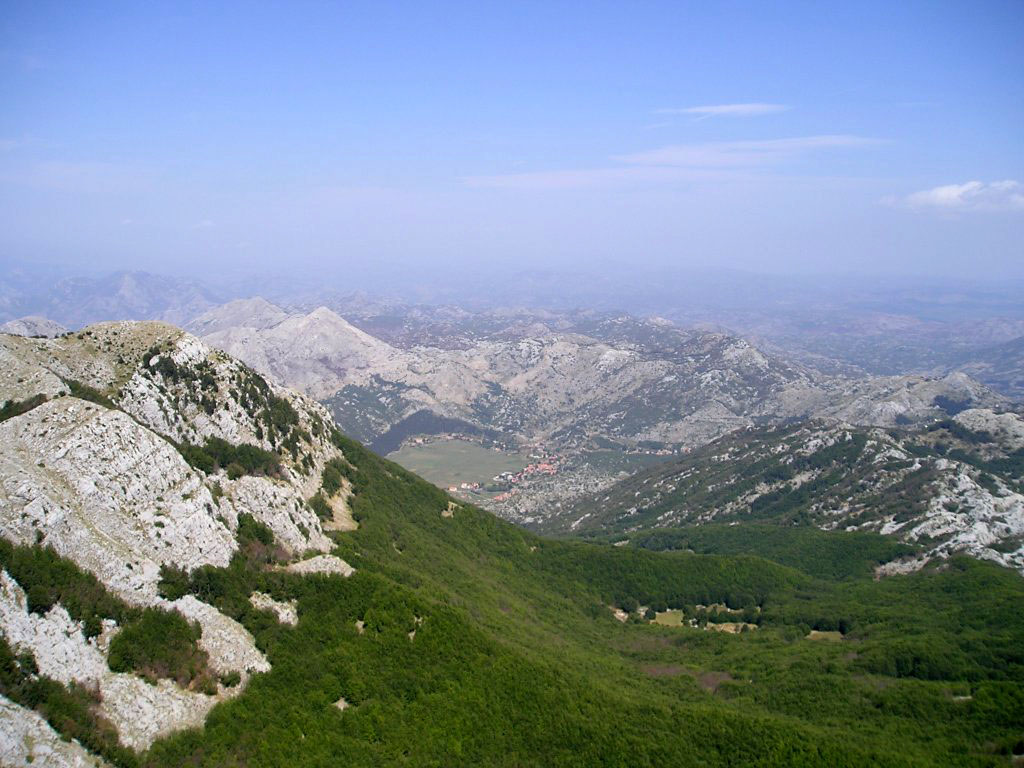
Lovćen Nationaal Park

Het grootste en meest belangrijke monument van het park is het mausoleum van Petar Petrović Njegoš, prins-bisschop van Montenegro. De locatie op de top van de Jezerski vrh werd door Njegoš zelf gekozen.
Hij wilde echter begraven worden in de kapel die hij zelf had gebouwd. Dit werd ook gedaan maar de kapel werd verwoest toen het Oostenrijks-Hongaarse leger het land binnen viel. De stoffelijke resten van de prins-bisschop werden overgebracht naar een klooster in Cetinje. In de jaren 1920 werd hij door koning Alexander opnieuw in de heropgebouwde kapel begraven. De communistische machthebbers in Montenegro vernietigden de kapel echter in 1970 om er een monumentaal mausoleum te plaatsen, ontworpen door Ivan Meštrović.
In de jaren zeventig klaagden vele Joegoslavische publieke figuren, van zowel Servische als Montenegrijnse origine, dat ze het barbaars vonden om de laatste wil van Njegoš te breken.